# Uroleucon bradburyi
Uroleucon bradburyi är en insektsart som först beskrevs av Olive 1965.  Uroleucon bradburyi ingår i släktet Uroleucon och familjen långrörsbladlöss. Inga underarter finns listade i Catalogue of Life.